# Campionati mondiali di canoa/kayak slalom 2021
I Campionati mondiali di canoa/kayak slalom 2021 sono stati la 41ª edizione della manifestazione. Si sono svolti per la seconda volta, dopo l'edizione del 2011, a Bratislava, in Slovacchia, dal 22 al 26 settembre 2021.
A causa della squalifica degli organi sportivi della Russia, decretata dal TAS di Losanna fino a dicembre 2022, gli atleti russi gareggiano sotto l'appellativo di RCF (Russian Canoe Federation).

## Medagliere
| Pos.   | Paese         | Oro | Argento | Bronzo | Totale |
| ------ | ------------- | --- | ------- | ------ | ------ |
| 1      | Francia       | 3   | 0       | 0      | 3      |
| 2      | Rep. Ceca     | 2   | 2       | 1      | 5      |
| 2      | Germania      | 2   | 2       | 1      | 5      |
| 4      | Gran Bretagna | 2   | 1       | 1      | 4      |
| 5      | Australia     | 1   | 0       | 0      | 1      |
| 6      | Slovacchia    | 0   | 2       | 2      | 4      |
| 7      | Spagna        | 0   | 1       | 1      | 2      |
| 8      | Italia        | 0   | 1       | 0      | 1      |
| 8      | Nuova Zelanda | 0   | 1       | 0      | 1      |
| 10     | Stati Uniti   | 0   | 0       | 1      | 1      |
| 10     | Austria       | 0   | 0       | 1      | 1      |
| 10     | Slovenia      | 0   | 0       | 1      | 1      |
| 10     | RCF           | 0   | 0       | 1      | 1      |
| Totale | Totale        | 10  | 10      | 10     | 30     |

## Podi

### Uomini
| Evento               | Oro                                                       | Perform. | Argento                                              | Perform. | Bronzo                                                        | Perform. |
| Canoa                |                                                           |          |                                                      |          |                                                               |          |
| C-1                  | Václav Chaloupka                                          | 92,02    | Alexander Slafkovský                                 | 92,17    | Franz Anton                                                   | 94,10    |
| C-1 a squadre        | Francia Martin Thomas Denis Gargaud Chanut Nicolas Gestin | 95,34    | Rep. Ceca Lukáš Rohan Václav Chaloupka Vojtěch Heger | 96,03    | Slovacchia Matej Beňuš Marko Mirgorodský Alexander Slafkovský | 100,83   |
| K-1                  | Boris Neveu                                               | 83,92    | Marcello Beda                                        | 87,75    | Joan Crespo                                                   | 87,90    |
| K-1 a squadre        | Francia Mathieu Biazizzo Boris Neveu Benjamin Renia       | 91,64    | Slovacchia Jakub Grigar Martin Halčin Adam Gonšenica | 93,49    | Slovenia Peter Kauzer Martin Srabotnik Niko Testen            | 93,69    |
| Extreme Canoe Slalom | Joseph Clarke                                             |          | Finn Butcher                                         |          | Mario Leitner                                                 |          |

### Donne
| Evento               | Oro                                                         | Perform. | Argento                                                         | Perform. | Bronzo                                                   | Perform. |
| Canoa                |                                                             |          |                                                                 |          |                                                          |          |
| C-1                  | Elena Apel                                                  | 99,03    | Mallory Franklin                                                | 99,34    | Gabriela Satková                                         | 102,50   |
| C-1 a squadre        | Rep. Ceca Tereza Fišerová Martina Satková Gabriela Satková  | 110,43   | Spagna Núria Vilarrubla Klara Olazabal Miren Lazkano            | 112,00   | RCF Alsu Minazova Polina Mukhleeva Zulfiia Sabitova      | 118,05   |
| Kayak                |                                                             |          |                                                                 |          |                                                          |          |
| K-1                  | Ricarda Funk                                                | 94,80    | Elena Apel                                                      | 97,31    | Kimberley Woods                                          | 97,90    |
| K-1 a squadre        | Gran Bretagna Mallory Franklin Kimberley Woods Fiona Pennie | 101,24   | Rep. Ceca Kateřina Kudějová Antonie Galušková Lucie Nesnídalová | 106,71   | Slovacchia Eliška Mintálová Jana Dukátová Soňa Stanovská | 107,72   |
| Extreme Canoe Slalom | Jessica Fox                                                 |          | Elena Apel                                                      |          | Evy Leibfarth                                            |          |